# Adesmia aphanantha
Adesmia aphanantha är en ärtväxtart som beskrevs av Carlos Luis Spegazzini. Adesmia aphanantha ingår i släktet Adesmia och familjen ärtväxter. Inga underarter finns listade i Catalogue of Life.